# Segundo Ato (álbum de O Teatro Mágico)
Segundo Ato é o segundo álbum da banda O Teatro Mágico. Assim como o disco anterior, Entrada para Raros, contém 19 faixas.
O líder da banda, Fernando Anitelli, o descreve da seguinte forma:

## Faixas
| N.º            | Título                                                 | Duração  |  |
| 1.             | "Amadurecência"                                        | 2:16     |  |
| 2.             | "O Mérito e o Monstro"                                 | 4:57     |  |
| 3.             | "Cidadão de Papelão"                                   | 4:56     |  |
| 4.             | "Pena"                                                 | 4:37     |  |
| 5.             | "Opus Erectus (Allegro Ma Nem Tanto)"                  | 0:58     |  |
| 6.             | "Sina Nossa"                                           | 4:10     |  |
| 7.             | "Si Atromiso"                                          | 0:43     |  |
| 8.             | "Criado-Mudo"                                          | 3:00     |  |
| 9.             | "Sonho de uma Flauta"                                  | 5:22     |  |
| 10.            | "(!)"                                                  | 1:03     |  |
| 11.            | "Eu Não Sou Chico (Mas Quero Tentar)"                  | 4:32     |  |
| 12.            | "#@s!?@"                                               | 1:00     |  |
| 13.            | "Alguma Coisa"                                         | 1:03     |  |
| 14.            | "Abaçaiado"                                            | 4:23     |  |
| 15.            | "Xanéu Nº 5" (Part. Especial: Zeca Baleiro)            | 4:37     |  |
| 16.            | "A Metamorfose ou Os Insetos Interiores ou O Processo" | 3:57     |  |
| 17.            | "A Primeira Semana"                                    | 5:17     |  |
| 18.            | "F. Chopin (Valsa em C#m - Opus 64)"                   | 0:17     |  |
| 19.            | "... / Samba de Ir Embora e Só"                        | 9:27     |  |
| Duração total: | Duração total:                                         | 01:06:36 |  |

## Créditos
- Fernando Anitelli - Vocais; violão; guitarra; Spoken word em "Xanéu Nº 5" e "A Metamorfose ou Os Insetos Interiores ou O Processo"
- Rafael dos Santos - baterias
- Guilherme Ribeiro - teclados
- Sergio Carvalho - contrabaixo
- Ricardo Braga - percussão
- Andrea Barbour - arte performática
- Manoela Rangel - arte performática
- Katia Tortorella - arte performática